# Хвалкі (Великопольське воєводство)
Хвалкі (пол. Chwałki) — село в Польщі, у гміні Роздражев Кротошинського повіту Великопольського воєводства.
Населення — 44 особи (2011).
У 1975-1998 роках село належало до Каліського воєводства.

## Демографія
Демографічна структура станом на 31 березня 2011 року:
|          | Загалом | Допрацездатний вік | Працездатний вік | Постпрацездатний вік |
| -------- | ------- | ------------------ | ---------------- | -------------------- |
| Чоловіки | 29      | 7                  | 18               | 4                    |
| Жінки    | 15      | 4                  | 8                | 3                    |
| Разом    | 44      | 11                 | 26               | 7                    |